# Reconnaissance d'Indien

Reconnaissance d'Indien est un western camarguais français réalisé par Jean Durand et sorti en 1910.

## Fiche technique
- Réalisation et scénario : Jean Durand
- Société de production :  Lux Compagnie Cinématographique de France
- Pays d'origine :  France
- Format : Muet - Noir et blanc - 1,33:1 - 35 mm
- Métrage : 159 m
- Genre : Western
- Durée : inconnue
- Date de sortie : France, 1910

## Distribution
- Joë Hamman
- Gaston Modot